# Матвеев Курган (станция)
Матвеев Курган — железнодорожная станция Ростовского региона Северо-Кавказской железной дороги, находящаяся в посёлке Матвеев Курган Матвеево-Курганского района Ростовской области.

## Сообщение по станции
Через станцию Матвеев Курган осуществляется движение грузовых поездов. Производится маневровая работа, а также проводятся работы по погрузке и выгрузке грузов.
Движение пассажирских поездов дальнего следования с 2014 года не осуществляется.
Пригородное сообщение по станции Матвеев Курган представлено пригородными электропоездами, следующими по маршрутам Таганрог — Успенская и Ростов — Успенская.